# Сточек-Коцький
Сточек-Коцький (пол. Stoczek Kocki) — село в Польщі, у гміні Єзьожани Любартівського повіту Люблінського воєводства.
Населення — 185 осіб (2011).

## Демографія
Демографічна структура станом на 31 березня 2011 року:
|          | Загалом | Допрацездатний вік | Працездатний вік | Постпрацездатний вік |
| -------- | ------- | ------------------ | ---------------- | -------------------- |
| Чоловіки | 87      | 14                 | 61               | 12                   |
| Жінки    | 98      | 21                 | 45               | 32                   |
| Разом    | 185     | 35                 | 106              | 44                   |